# Biosignatuur (astrobiologie)

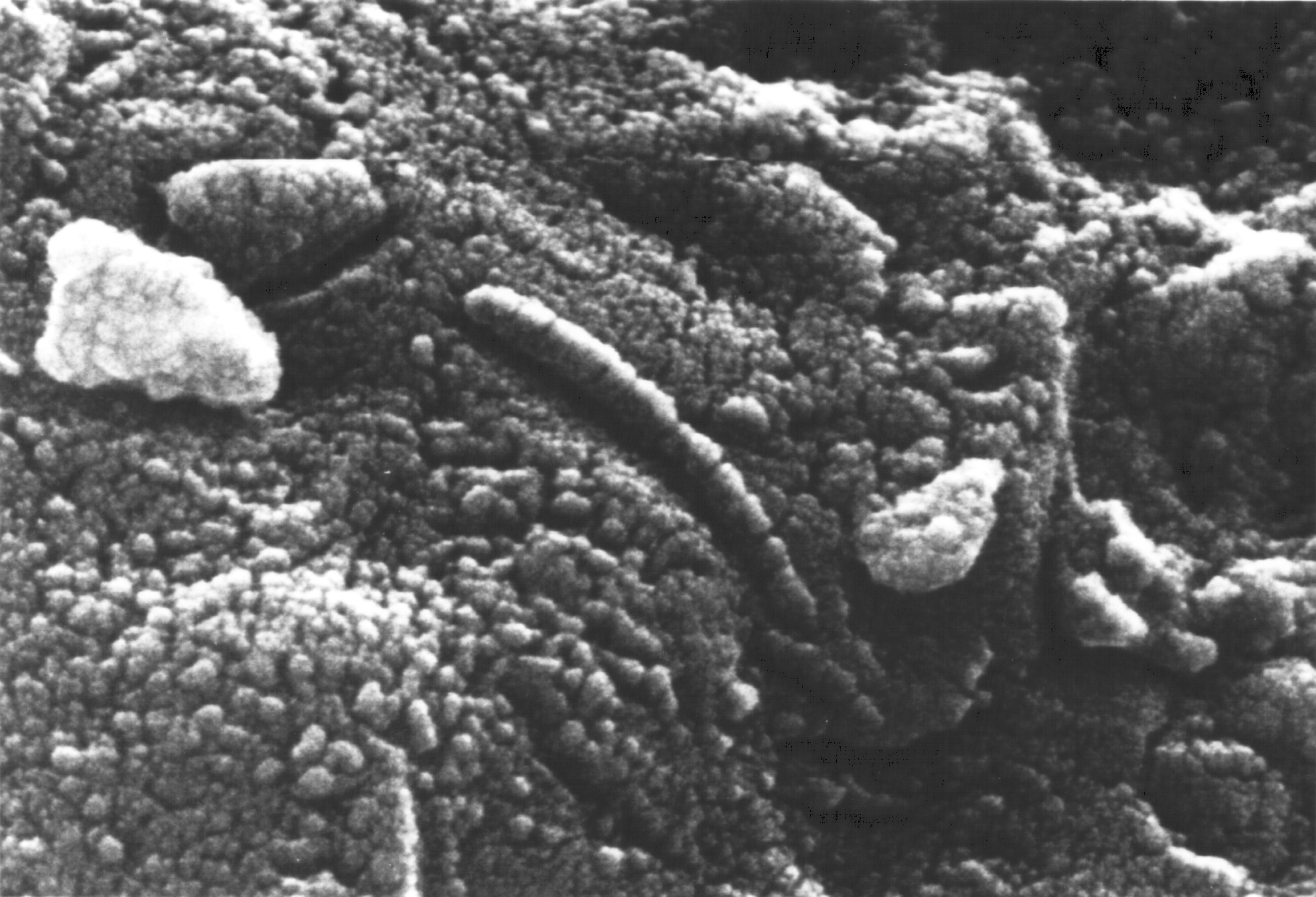
De microscopische structuren op de Mars-meteoriet ALH84001, die aanvankelijk voor gefossileerde bacillen werden gehouden.

Een biosignatuur, bio-indicatie of biomarker is een mogelijk spoor van leven. Het gaat om een fysisch of chemisch verschijnsel dat door het voorkomen van leven kan zijn veroorzaakt. Voorbeelden zijn bepaalde moleculen, mineralen of isotopen en verhoudingen daartussen. Biomarkers kunnen bewijs zijn voor leven in het heden of in het verleden, maar het is extreem moeilijk onderscheid te maken tussen vermoedelijke sporen van leven en onbetwijfelbare sporen van leven.

## Astrobiologie
In de astrobiologie is een biomarker een mogelijke indicatie voor leven, en een biosignatuur een duidelijkere indicatie. Het gaat bij de zoektocht naar buitenaards leven vaak om het voorkomen van bepaalde gassen in de atmosfeer van exoplaneten. Gassen als methaan (CH4) of zuurstof (O2) zijn voorbeelden van biomarkers. Voorbeelden van een sterke biosignatuur zijn chloorfluorkoolstofverbindingen of distikstofmonoxide (N2O), omdat er geen abiotische processen bekend zijn waarmee deze gassen kunnen ontstaan. Naast de samenstelling van een atmosfeer kunnen ook de oppervlaktemorfologie, temperatuursverdeling en het albedo van een planeet gezien worden als biomarkers. Het uitzenden van electromagnetische straling met dezelfde golflengte als radio en televisie, zoals op Aarde gebeurt, is een zeer sterke indicatie dat op een planeet intelligent leven voorkomt.
Een ander voorbeeld is de zoektocht naar isotopenverhoudingen of complexe organische moleculen in meteorieten, die als bewijs voor buitenaards leven kunnen worden gezien. Een probleem daarbij is dat als meteorieten zich enige tijd op Aarde bevinden ze "vervuild" raken met Aardse biomarkers.

## Geochemie
Het geochemisch en paleontologisch onderzoek naar de geschiedenis van het leven op Aarde gebruikt scheikundige stoffen, isotopen en fossielen als bewijs voor leven. Het geologisch archief op Aarde bevat veel duidelijkere bewijzen voor leven dan uit de astrobiologie bekend zijn. Maar deze sporen worden minder duidelijk naarmate het om vroege delen van de Aardse geschiedenis gaat. Met name bij gesteente uit het Precambrium, waarin duidelijk herkenbare lichaamsfossielen zeer schaars zijn, gebruikt men vaak indirecte en minder betrouwbare biomarkers om het voorkomen van leven aan te tonen.
Lichaams- en sporenfossielen zijn sedimentaire structuren en meestal duidelijke biomarkers. Een voorbeeld van een sporenfossiel zijn stromatolieten, paddestoel- of pilaarvormige structuren met een zeer fijne laminatie. Ze ontstaan tegenwoordig nog steeds in ondiep of dieper zeewater en ontstaan door de symbiose van verschillende typen microben. De microben scheidden een slijm af dat versteend raakt door het invangen van neerslaande carbonaatmineralen. Een ander sporenfossiel is thromboliet, een biogeen gesteente dat ontstaat door het afzetten van carbonaten door microben, maar waarin geen interne laminatie voorkomt. Oncolieten zijn harde balletjes die ontstaan door het afscheiden van fijne laagjes kalk door microben.
Als bepaalde organische stoffen of biomineralen in gesteente voorkomen is dit bewijs voor leven tijdens de vorming van het gesteente. In de geochemie zijn chemische fossielen bepaalde moleculen, mineralen of isotopen en hun verhoudingen. Bepaalde voorkomens zijn indicatief voor biologische activiteit ten tijde van de vorming van gesteente. Voorbeelden van een sterke biosignatuur zijn steranen, porfyrinen of hopanoiden, die door biologische activiteit ontstaan. Het voorkomen van porfyrine in aardolie bijvoorbeeld is onomstotelijk bewijs dat olie een biogene oorsprong heeft. Deze porfyrine ontstaat uit chlorofyl, dat van nature alleen in planten en blauwalgen voorkomt. Hopanoiden komen voor in planten, schimmels en algen.
Veel chemische fossielen geven alleenstaand nog geen doorslag, omdat ze ook door abiotische processen kunnen ontstaan. Zelfs lichaamsfossielen zijn niet altijd onomstotelijk bewijs voor leven. Abiotische reacties in gesteente kunnen onder bepaalde omstandigheden pseudofossielen achterlaten, structuren die sterk op echte fossielen lijken.